# 德里斯·梅尔滕斯
德里斯·梅尔滕斯（荷蘭語：Dries Mertens，發音：[ˈdris ˈmɛrtəns]；1987年5月6日—），是一名比利时職業足球员，現時效力土超球隊加拉塔沙雷及比利时国家足球队。司職前鋒、翼鋒，亦能勝任進攻中場。
青年軍時期，梅尔滕斯曾效力皇家魯汶足球會、安德列治和真特三間球會，可是曾因身高問題被放棄。2005年，梅尔滕斯於比利時球會真特開始其職業生涯，並曾被外借至阿爾斯特和阿高夫兩間球會。其後，梅尔滕斯正式轉會至阿高夫。2009年至2013年間，他先後效力烏德勒支和PSV燕豪芬兩支荷蘭球會。2013年，梅尔滕斯轉會至意甲的那不勒斯。他於2014年贏得意大利盃和意大利超級盃冠軍，並於2016-17賽季入選該季意甲最佳陣容。2020年，梅尔滕斯攻入第122個球會入球，超越成為球會歷史上入球最多的球員。
在國家隊方面，梅尔滕斯曾是比利時 U17的成員。他自2011年開始入選比利時國家隊，上陣超過70場比賽，並代表比利時隊參加了2014年世界盃及2016年歐洲國家盃，但兩項賽事皆於八強止步。於2018年世界盃上陣6場，並攻入1球，替比利時拿下第三名。2016年，梅尔滕斯獲選為當屆比利時足球先生。

## 俱乐部生涯

### 早期生涯
出生於比利時魯汶，梅尔滕斯於1996年加入了已解散的皇家魯汶足球會的青訓營。安德列治的球探於當地注意到他，最終於1998年給予他機會轉投安德列治的青年軍。他於安德列治青年軍中效力了五年，直至2003年，球會的教練團放棄他，認為梅尔滕斯身材過於矮小，身體素質亦無法在職業賽事中比賽。其後，梅尔滕斯轉投另一支比利時球會真特的青年軍。效力兩季後，他於2005-06賽季被外借至阿爾斯特，梅尔滕斯於比利時足球丙級聯賽有着突出的表現，贏得當屆比利時丙組足球聯賽最佳球員。真特的教練團與安德列治的教練團持有相似的意見，仍然對梅尔滕斯過於瘦弱的身軀未有信心，因此於次季再一次被外借，目的地為荷蘭乙組足球聯賽球會阿高夫。

### 阿高夫
2006年7月1日，梅尔滕斯外借加盟已在2013年解散的球會阿高夫一季，外借合約亦設有買斷條款。當季，他出場35次，攻入2球，令他成為其中一位受阿高夫球迷喜愛的球員。梅尔滕斯的表現令新領隊約翰·雲登布朗和球會決定啟動買斷條款，於次季正式簽下他。在正式轉投阿高夫後，梅尔滕斯交出38場15球的表現，以證明球會的收購是正確。

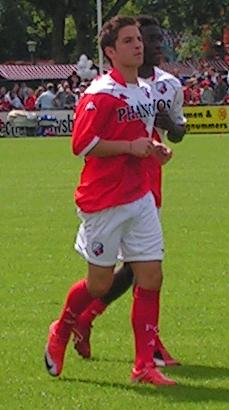
2009年，效力烏德勒支時訓練的梅尔滕斯

2008–09賽季中，梅尔滕斯因對球隊影響力漸大而成為球隊新任隊長。他全季表現突出，交出13個入球，令他奪得代表荷蘭乙組足球聯賽最佳球員的金牛獎。此季為梅滕斯效力阿高夫的最後一季，因梅尔滕斯同意在次季加盟荷蘭甲組足球聯賽球會烏德勒支。效力的3年間，他為球隊於各項賽事上陣110場，攻入31球。

### 烏德勒支
烏德勒支與阿高夫於2009年3月達成收購梅尔滕斯的協議，並於2009-10賽季開始時正式完成轉會手續，轉會費為60萬歐元。於加盟後的首季，梅尔滕斯攻入6球。在荷蘭足球先生的選舉中，他獲得亞軍，僅次於效力的。梅尔滕斯成為當季烏德勒支最佳球員，獲得球會頒下的迪·杜馬素獎。2010-11賽季，梅尔滕斯改善了自己的入球能力，於31場聯賽賽中攻入10球，包括在聯賽煞科戰對陣阿爾克馬爾時完成帽子戲法。他亦在本季首次參加的賽事，並於全項賽事攻入3球。全季，梅尔滕斯於各項賽事上陣47場，射入14球，並交出24次助攻。2010-11賽季是他效力烏德勒支的最後一個賽季，因他在聯賽出色的表現，吸引了同聯賽的班霸球隊有意收購他。效力的2年間，他為球隊於各項賽事上陣86場，攻入21球。

### PSV燕豪芬
2011年6月，為了代替離隊的，PSV燕豪芬因此簽入梅尔滕斯。他於烏德勒支時的隊友亦一同轉會至此，轉會費合共一千三百萬歐元。8月7日，梅尔滕斯轉會後首場聯賽比賽對陣阿爾克馬爾時取得入球，但球隊仍以1比3見負。8月28日，於聯賽對陣精英隊時，他完成帽子戲法，助球隊以6比1取勝。9月24日，對陣洛達時，梅滕斯上演大四喜，帶領球隊以7比1大勝對手，於首7場為PSV燕豪芬上陣的比賽中，梅尔滕斯攻入11球。可是，於賽季末，在對陣的聯賽時，梅尔滕斯與對方門將雷姆科·帕斯費爾相撞。雖然相撞時仍能入球，但梅尔滕斯的數顆牙齒被撞斷。發生意外的三星期後，社交網站Twitter上流傳門將帕斯費爾發現梅滕斯的其中一顆牙齒一直嵌於頭內。全季，梅尔滕斯於聯賽上陣33場，攻入21球，於當季的神射手榜排名第4。在荷蘭盃方面，梅尔滕斯在本屆的賽事中上陣4場，攻入3球。其中在決賽時，他以頭鎚攻入1球，協助球隊以3比0擊敗赫拉克勒斯而奪冠。
次季，PSV燕豪芬在告魯夫盾將會對陣阿積士，結果PSV燕豪芬以4比2擊敗對手，奪得冠軍。2012年9月30日，梅尔滕斯與首次代表PSV燕豪芬上陣的於爾根·盧卡迪亞一同上完成帽子戲法，協助球隊以6比0大勝。梅尔滕斯在本季於聯賽攻入16球，交出17次助攻，但球隊在聯賽未能奪冠，只得亞軍。2012-13賽季為梅尔滕斯效力PSV燕豪芬的最後一個賽季，因PSV燕豪芬接受意甲球隊那不勒斯的出價。效力的2年間，他為球隊於各項賽事上陣88場，攻入45球。

### 那不勒斯
2013年6月16日，梅尔滕斯的經理人索倫·勒比確認球員將由PSV燕豪芬轉投意甲的那不勒斯，轉會費為950萬歐元。梅尔滕斯成為領隊上任後首個收購。8月25日，梅尔滕斯於對陣博洛尼亞的聯賽中首次亮相，他於第72分鐘後備入替隊長，最終球隊以3比0大勝。10月30日，梅尔滕斯在對陣費倫天拿的比賽中，攻入加盟新球會後的首球，協助球隊以2比1反勝對手。2014年1月6日，梅尔滕斯在聯賽歇冬期後首場比賽中梅開二度，協助球隊以2比0小勝森多利亞。3月30日，在對陣祖雲達斯的聯賽中，梅尔滕斯攻入1球，協助拿玻里以2比0擊敗對手，為當屆冠軍的祖雲達斯帶來全季第2場敗仗。5月3日，於意大利盃決賽中，梅尔滕斯於下半場第64分鐘後備入替哈姆希克，並在補時階段射入1球，協助拿玻里以3比1戰勝費倫天拿而捧盃。
2014年12月22日，拿玻里於意大利超級盃對陣祖雲達斯時，加時後總比數為2比2，需要以互射十二碼分勝負。雖然梅尔滕斯曾射失一記十二碼，但拿玻里總比數仍以6比5擊敗對手，贏得冠軍。轉會至拿玻里的初期，梅尔滕斯主要為球隊的後備球員，但他的狀態仍然良好。在2014-15賽季和2015-16賽季，梅滕斯於各項賽事分別射入10球，交出11次助攻，以及射入11球，交出7次助攻。其中在2015-16賽季，梅尔滕斯在對陣布魯日的比賽梅開二度，帶領球隊以5比0大勝，平了球會於最大勝利的比數；而在2016年4月19日於聯賽對陣博洛尼亞的比數中，完成帽子戲法，帶領球隊以6比0大勝對手。
2016–17賽季，隨着上屆意甲神射手轉投聯賽競爭對手祖雲達斯，加上新購入以替代伊瓜因的前鋒遭受重傷，梅尔滕斯因此需客串前鋒的位置。2016年12月11日，他在聯賽對陣卡利亞里時完成帽子戲法，協助球隊以5比0大勝對手。一星期後，他在聯賽對陣杜里諾時，完成大四喜，幫助球隊以5比3戰勝對手。此次的大四喜刷新了多項紀錄：9分30秒便完成帽子戲法的紀錄為意甲歷史上第四快；繼1977年朱塞佩·沙禾迪之後，梅尔滕斯是首位完成大四喜的拿玻里球員；同時，繼1974年祖雲達斯的彼得罗·阿纳斯塔西後，他是首位連續兩場比賽皆能完成帽子戲法的球員；梅尔滕斯亦是繼1958年國際米蘭的安東尼奧·瓦倫丁·安傑利洛之後，首位連續兩場比賽中攻入7球的球員。梅尔滕斯此季於球會和國家隊的狀態火熱，於2016年12月30日公佈比利時足球先生選舉中，他壓過車路士的和羅馬的二人，成為當屆獎項得主。2017年2月4日，梅尔滕斯和哈姆希克於聯賽對陣博洛尼亞時，分別上演帽子戲法，帶領球隊以7比1大勝。
2021年3月21日，梅尔滕斯在那不勒斯2-0擊敗羅馬的比賽中踢入了第99和第100個意甲進球。而梅尔滕斯是僅次於哈姆希克（100）和安東尼奧·沃亞克（102）的第三個義甲聯賽進球破百的那不勒斯球員。
2021年11月21日，梅尔滕斯在2-3負於國際米蘭的比賽中為那不勒斯打進了他的第103個意甲進球，成為俱樂部有史以來意甲最佳射手。

## 国家队生涯
梅尔滕斯的國家隊生涯始於2004年入選的比利時17歲以下國家足球隊。2010年10月1日，於2012年歐洲國家盃外圍賽舉行時，時任比利時隊教練喬治·里肯斯把他列入對陣哈薩克斯坦國家足球隊和奧地利國家足球隊的參賽名單中，但他並沒有被派遣上陣。次年2月9日，梅尔滕斯在對陣芬蘭國家足球隊的友誼賽中，完成了他在國家隊的首次亮相。2012年8月15日，梅尔滕斯在125週年低地國打吡中攻入首個國家隊入球。該場比賽，梅滕斯在入替後，射入1球，並送出2次助攻，協助球隊在落後荷蘭國家足球隊1比2的情況下，以4比2反勝。

### 2014年世界盃
2014年5月13日，時任領隊把梅尔滕斯列入了比利時出戰本屆世界盃的23人大軍名單。6月7日，梅尔滕斯在世界盃開賽前的最後一場熱身賽中，於第89分鐘射入致勝的一球，幫助球隊以1比0戰勝突尼西亞國家足球隊。於世界盃分組賽首戰中，梅尔滕斯在半場時後備入替查迪利，並於第80分鐘射入1球，協助球隊以2比1反勝阿爾及利亞國家足球隊。在賽事舉行前，梅尔滕斯與他的父親打賭，會在本屆世界盃有進帳。最終，梅尔滕斯把父親的鬍子剃去，作為贏下對賭的獎賞，他亦把影片放至社交網站Instagram上。比利時隊在本屆賽事中，於八強被當屆亞軍阿根廷國家足球隊淘汰，而梅尔滕斯於此項賽事出場5次，攻入1球。

### 2016年歐洲國家盃
在2014年世界盃完結後，比利時隊開始備戰2016年歐洲國家盃外圍賽。梅尔滕斯在對陣安道爾國家足球隊的比賽中，於3分鐘內連進2球，完成在國家隊生涯首次的梅開二度，並協助球隊以6比0大勝對手。2015年10月13日，梅尔滕斯在對陣以色列國家足球隊的比賽中，射入1球並交出1次助攻，最終比利時隊以3比1取勝，鎖定以小組頭名晉級歐洲國家盃決賽週。梅尔滕斯入選了比利時隊最終23人名單參加2016年歐洲國家盃決賽週，於3場分組賽和2場淘汰賽中，他均有上陣，最終比利時隊在八強對陣威爾士國家足球隊時，以1比3落敗，連續於兩個大賽八強止步。

### 2020年歐洲國家盃
2021年6月17日，梅尔滕斯在2020年歐洲國家盃對陣丹麥的比賽達成第100次國家隊亮相，是繼、夏薩特、阿爾德韋雷爾德後第五位。

## 個人生活
2022年3月，梅尔滕斯和妻子電視節目主持人凱特·科霍夫斯的兒子“奇羅”（義大利語：Ciro）出生。這是一個非常特別的名字，因為多年來梅滕斯在那不勒斯一直被暱稱為Ciro。
這是最具那不勒斯風格的名字，在城外很少見，用來展示他已多麼完美地融入該地區的生活方式和文化。

## 生涯統計

### 球會
截至2018年6月19日
| 球會      | 賽季        | 聯賽               | 聯賽 | 聯賽 | 盃賽1 | 盃賽1 | 洲際比賽2 | 洲際比賽2 | 總計 | 總計 |
| 球會      | 賽季        | 聯賽               | 出場 | 入球 | 出場  | 入球  | 出場      | 入球      | 出場 | 入球 |
| --------- | ----------- | ------------------ | ---- | ---- | ----- | ----- | --------- | --------- | ---- | ---- |
| 阿爾斯特  | 2005–06賽季 | 比利時足球丙級聯賽 | 14   | 4    | 0     | 0     | –         | –         | 14   | 4    |
| 阿爾斯特  | 總計        | 總計               | 14   | 4    | 0     | 0     | 0         | 0         | 14   | 4    |
| 阿高夫    | 2006–07賽季 | 荷蘭乙組足球聯賽   | 35   | 2    | 0     | 0     | –         | –         | 35   | 2    |
| 阿高夫    | 2007–08賽季 | 荷蘭乙組足球聯賽   | 38   | 15   | 0     | 0     | –         | –         | 38   | 15   |
| 阿高夫    | 2008–09賽季 | 荷蘭乙組足球聯賽   | 35   | 13   | 2     | 1     | –         | –         | 37   | 14   |
| 阿高夫    | 總計        | 總計               | 108  | 30   | 2     | 1     | 0         | 0         | 110  | 31   |
| 烏德勒支  | 2009-10賽季 | 荷蘭甲組足球聯賽   | 34   | 6    | 5     | 1     | –         | –         | 39   | 7    |
| 烏德勒支  | 2010-11賽季 | 荷蘭甲組足球聯賽   | 31   | 10   | 4     | 1     | 12        | 3         | 47   | 14   |
| 烏德勒支  | 總計        | 總計               | 65   | 16   | 9     | 2     | 12        | 3         | 86   | 21   |
| PSV燕豪芬 | 2011-12賽季 | 荷蘭甲組足球聯賽   | 33   | 21   | 5     | 3     | 11        | 3         | 49   | 27   |
| PSV燕豪芬 | 2012-13賽季 | 荷蘭甲組足球聯賽   | 29   | 16   | 4     | 1     | 6         | 1         | 39   | 18   |
| PSV燕豪芬 | 總計        | 總計               | 62   | 37   | 9     | 4     | 17        | 4         | 88   | 45   |
| 那不勒斯  | 2013-14賽季 | 意大利甲組足球聯賽 | 33   | 11   | 4     | 2     | 10        | 0         | 47   | 13   |
| 那不勒斯  | 2014-15賽季 | 意大利甲組足球聯賽 | 31   | 6    | 5     | 0     | 15        | 4         | 51   | 10   |
| 那不勒斯  | 2015-16賽季 | 意大利甲組足球聯賽 | 33   | 5    | 2     | 1     | 5         | 5         | 40   | 11   |
| 那不勒斯  | 2016–17賽季 | 意大利甲組足球聯賽 | 35   | 28   | 2     | 1     | 8         | 5         | 45   | 34   |
| 那不勒斯  | 2017–18賽季 | 意大利甲組足球聯賽 | 38   | 18   | 2     | 1     | 9         | 3         | 49   | 22   |
| 那不勒斯  | 2018–19賽季 | 意大利甲組足球聯賽 | 35   | 16   | 1     | 0     | 11        | 3         | 47   | 19   |
| 那不勒斯  | 2019–20賽季 | 意大利甲組足球聯賽 | 28   | 9    | 3     | 1     | 7         | 6         | 38   | 16   |
| 那不勒斯  | 總計        | 總計               | 233  | 93   | 20    | 6     | 65        | 26        | 318  | 125  |
| 生涯總計  | 生涯總計    | 生涯總計           | 486  | 181  | 36    | 12    | 94        | 33        | 616  | 226  |

- 1.^ 包括荷蘭盃和意大利盃。
- 2.^ 包括和。

### 國家隊上陣次數
截至2022年12月1日
| 國家隊           | 年份 | 出場 | 入球 |
| ---------------- | ---- | ---- | ---- |
| 比利時國家足球隊 | 2011 | 8    | 0    |
| 比利時國家足球隊 | 2012 | 8    | 1    |
| 比利時國家足球隊 | 2013 | 6    | 1    |
| 比利時國家足球隊 | 2014 | 13   | 5    |
| 比利時國家足球隊 | 2015 | 7    | 1    |
| 比利時國家足球隊 | 2016 | 13   | 3    |
| 比利時國家足球隊 | 2017 | 10   | 2    |
| 比利時國家足球隊 | 2018 | 16   | 3    |
| 比利時國家足球隊 | 2019 | 9    | 2    |
| 比利時國家足球隊 | 2020 | 4    | 3    |
| 比利時國家足球隊 | 2021 | 9    | 0    |
| 比利時國家足球隊 | 2022 | 6    | 0    |
| 總計             | 總計 | 109  | 21   |

### 國家隊入球
截至2016年11月14日
比利時队的比分及入球列前。
| #   | 日期           | 地點                                | 對手       | 入球 | 比數 | 比賽                   |
| --- | -------------- | ----------------------------------- | ---------- | ---- | ---- | ---------------------- |
| 1.  | 2012年8月15日  | 比利時，布魯塞爾，博杜安国王体育场  | 荷蘭       | 2-2  | 4-2  | 友谊赛                 |
| 2.  | 2013年2月6日   | 比利時，揚布雷德爾球場              | 斯洛伐克   | 2-1  | 2-1  | 友谊赛                 |
| 3.  | 2014年6月7日   | 比利時，布魯塞爾，博杜安国王体育场  | 突尼西亞   | 1-0  | 1-0  | 友谊赛                 |
| 4.  | 2014年6月17日  | 巴西，                              | 阿尔及利亚 | 2-1  | 2-1  | 2014年世界盃           |
| 5.  | 2014年9月4日   | 比利時，列日，莫里斯·迪弗拉纳体育场 |            | 1-0  | 2-0  | 友谊赛                 |
| 6.  | 2014年10月4日  | 比利時，布魯塞爾，博杜安国王体育场  | 安道尔     | 5-0  | 6-0  | 2016年歐洲國家盃外圍賽 |
| 7.  | 2014年10月4日  | 比利時，布魯塞爾，博杜安国王体育场  | 安道尔     | 6-0  | 6-0  | 2016年歐洲國家盃外圍賽 |
| 8.  | 2015年10月13日 | 比利時，布魯塞爾，博杜安国王体育场  | 以色列     | 1-0  | 3-1  | 2016年歐洲國家盃外圍賽 |
| 9.  | 2016年10月10日 | 葡萄牙，洛萊／法鲁，                | 直布罗陀   | 2-0  | 6-0  | 2018年世界盃外圍賽     |
| 10. | 2016年11月14日 | 比利時，布魯塞爾，博杜安国王体育场  | 爱沙尼亚   | 2-0  | 8-1  | 2018年世界盃外圍賽     |
| 11. | 2016年11月14日 | 比利時，布魯塞爾，博杜安国王体育场  | 爱沙尼亚   | 6-1  | 8-1  | 2018年世界盃外圍賽     |
| 12. | 2017年6月9日   | 爱沙尼亚，塔林，阿勒柯克競技場      | 爱沙尼亚   | 1–0  | 2–0  | 2018年世界盃外圍賽     |
| 13. | 2017年8月31日  | 比利時，列日，莫里斯·迪弗拉纳体育场 | 直布罗陀   | 1–0  | 9–0  | 2018年世界盃外圍賽     |
| 14. | 2018年6月11日  | 比利時，布鲁塞尔，博杜安国王体育场  |            | 1–0  | 4–0  | 友谊赛                 |
| 15. | 2017年6月18日  | 俄罗斯，索契，菲什特奥林匹克体育场  | 巴拿马     | 1–0  | 3–0  | 2018年世界盃           |

## 榮譽

### 球會
PSV燕豪芬
- 荷蘭盃：2011-12賽季[16]
- 告魯夫盾：2012年[17]

 那不勒斯
- 意大利盃：2013-14賽季[25]、2019–20賽季[56]
- 意大利超級盃：2014年[26]

 加拉塔沙雷
- 土耳其足球超级联赛：2022-23賽季[57]

### 國家隊
比利時
- 國際足總世界盃季軍：2018年

### 個人
- 比利時足球丙級聯賽最佳球員：2006年[4]
- 荷蘭乙組足球聯賽金牛獎：2008年[7]
- 迪·杜馬素（英语：David Di Tommaso）獎：2010年[4]
- 比利時足球先生：2016年[36]
- 意大利甲組足球聯賽最佳陣容：2016–17賽季[58]

## 外部連結
- Soccerway資料庫：德里斯·梅尔滕斯